# 多節火箭

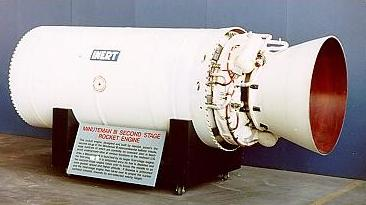
LGM-30義勇兵洲際彈道飛彈的第二级推進段

多節火箭是一種使用了兩節或更多節的火箭，每節火箭皆搭載了自有的火箭發動機及推進劑。堆疊分節的方式將一節裝載在数節之上；平行分節的方式則將一節裝載在其它節的旁邊。使得二或更多個火箭互相堆疊或放置於其它火箭的旁邊"。結合起來的火箭稱為運載火箭。兩節式火箭相當常見，但最多也曾有五節式火箭成功發射。
火箭的重量因拋棄燒完推進劑的分節而減少。這樣的分節技術使剩餘分節的推力能更輕易地加速火箭至最終速度與高度。
在堆疊分節方式中，第一節火箭通常比第二節大，載荷則裝在第二節之上。在平行分節方式中，固態火箭推進器或液態火箭推進器會提供起飛時大部分推力。它們有時候會被稱為「第0節」。在一般情況下，第一節及推進發動機點火向上推進整個火箭。當推進器燃料用盡，就從火箭上分離(通常藉由一點炸藥)並掉落。第一節接著點火完成程序也接著分離。接下來位於火箭底部的第二節火箭跟著點火。這個程序不斷重複直到最後一節的發動機燃燒完畢。但是，印度的地球同步卫星运载火箭第一级采用固体火箭推进时间100秒，而助推器采用4枚液体火箭推进时间160秒，也即助推火箭携带已经关机的一级火箭的结构重量继续推进1分钟时间。
太空梭有兩個大型固體助推器而非单级入轨火箭(SSTO)。

## 特点

### 优点
使用多節火箭及推進器最主要的理由是當燃料燒盡時，原本儲存燃料及發動機本身的空間與結構就再也沒用，只會增加載具的重量並且降低之後的加速。藉由丟棄無用的分節，火箭降低其自身重量。其它分節的推進力就可以比原本沒有丟棄、或者比單一大型火箭還能提供更多加速。當丟棄一段分節時，剩餘部份的火箭仍然以近似整個組合體在燃盡時的速度移動。這表示它僅需要更少的總燃料以達到想要的速度或高度。
另一個優點是每一節都可使用不同種類的火箭發動機，而每個分節/發動機都可依其運行時的狀況調整。因此低層節的發動機設計用在有大氣壓力的狀況下，上層節可用較適合於近似真空狀態的發動機，低層節比高層節需要更多結構，因為他們需要搭載自身的重量加上上層的重量，將各層結構最佳化可減少整體載具的重量並提供更多好處。

### 缺點

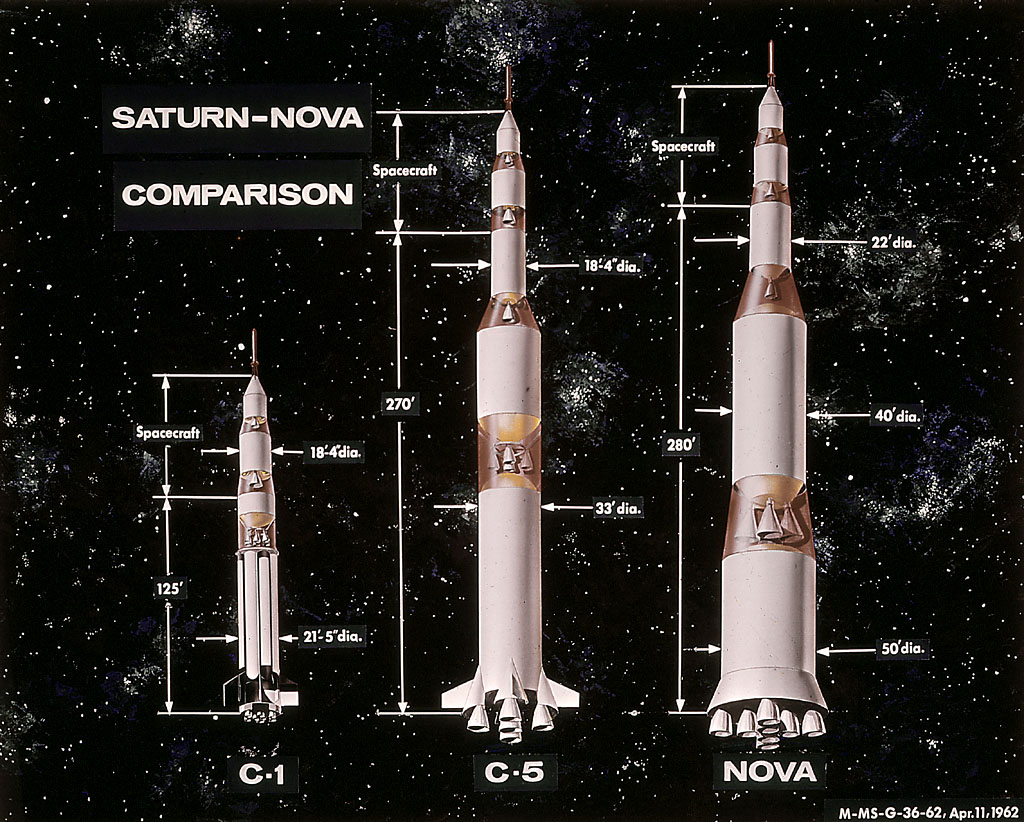
三种多级火箭结构图

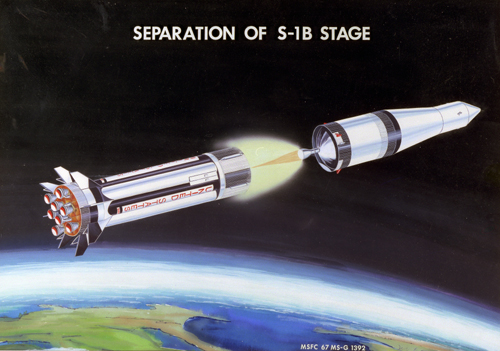
土星一号B的一二级分离艺术想象图

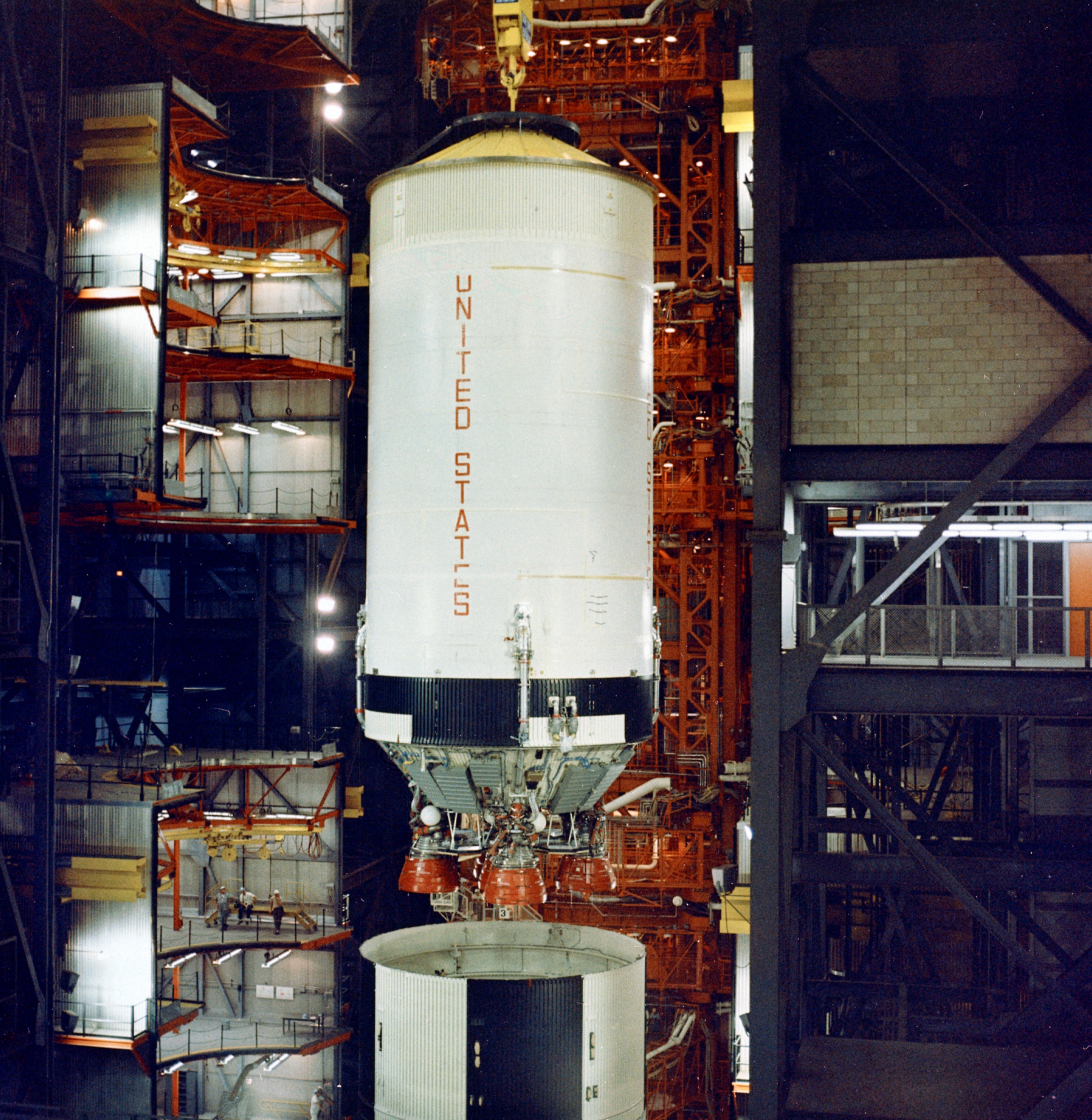
正在吊装的土星五号第二级

在另外一方面，分節技術必須承載稍後階段才會用到的發動機，也使得整個火箭變得更加複雜更加難建造。然而其所帶來的好處是如此巨大以致於現在所有用來運送酬載至軌道的火箭都用分節技術。
目前，這項技術的實用性因科技發展而遭到了質疑。以太空梭為例，升空的費用大部份皆與運行人事費用相關(對照於燃料或設備)，減少這些花費變成降低整體發射成本最好的方法。還在理論中及開發中的新科技被檢視以降低發射載具成本。更多的資訊可以從單節火箭至沒有分段的設計中找到。
多级火箭可能会造成太空垃圾。

## 上面级
运载工具的上面级是一种可以在低压或真空环境工作的火箭级。上面级一般采用低压燃烧室和比较合适的喷嘴尺寸膨胀比。许多低压液体燃料上面级，如喷气飞机公司的AJ-10，推进剂的输送不需要复杂的涡轮设备。低压燃烧室的热传导率很低，因为燃烧室可采用烧蚀冷却技术，而不需要很复杂的回流冷却。

## 历史
人类历史上最早的多级火箭，是北宋时期水师装备的“火龙出水”。朝鲜在14世纪也装备了类似的多级火箭武器。
欧洲最早的多節火箭實驗由奧國人Conrad Haas在1551年所做，他是外西凡尼亞 (現今羅馬尼亞境內)Sibiu城的軍火大師。
這個概念由至少四個人分別獨立開發：
- 波蘭人卡齊米日·西門諾維茲
- 俄國人康斯坦丁·齐奥尔科夫斯基系统提出了使用多级火箭进入太空的理论。
- 美國人罗伯特·戈达德发明了液体火箭。
- 德裔外西凡尼亞人赫尔曼·奥伯特

第一枚多级现代火箭是1948年在美国白沙靶场试射的RTV-G-4 Bumper。最大试射高度达到了393 km。